# Krenopelopia binotata
Krenopelopia binotata är en tvåvingeart som först beskrevs av Christian Rudolph Wilhelm Wiedemann 1817.  Krenopelopia binotata ingår i släktet Krenopelopia och familjen fjädermyggor. Arten är reproducerande i Sverige. Inga underarter finns listade i Catalogue of Life.